# 未知 (杂志)
《未知》（英語：Unknown）又名《未知世界》（Unknown Worlds），是1939至1943年斯崔特与史密斯出版的美国奇幻纸浆杂志，也是该司科幻纸浆杂志《惊骇科幻》的姐妹刊。两本杂志均由約翰·W·坎貝爾主编，许多作者和插画家在两本刊物均有作品发表。《詭麗幻譚》是20世纪30年代业界领先的奇幻杂志，以惊悚和恐怖文学为主。坎贝尔打算出版作品更幽默、更有逻辑的奇幻杂志，并在收到埃里克·弗兰克·罗素讲述人类沦为外星人财产的小说《险恶屏障》手稿后落实计划。《未知》创刊号1939年3月面世，除封面小说《险恶屏障》外还刊登霍勒斯·伦纳德·古尔德的奇幻幽默小品《水中麻烦》，讲述现代纽约人得罪水精灵的故事，是《未知》首篇结合平凡现实与幻想的文章，此后杂志上的同类作品络绎不绝。
坎贝尔要求作者避免创作太简单的恐怖小说，文章中的奇幻元素需合乎逻辑。例如杰克·威廉森的《比你想像的更黑暗》对狼人提出科学解释；里昂·斯普拉格·德·坎普与弗莱彻·普拉特合著的哈罗德·谢伊系列小说讲述现代美国人置身各类神话世界，其中的魔法遵循数学逻辑。《未知》刊登其他名作包括：L·罗恩·贺伯特的众多长篇，曼利·韦德·威尔曼的短篇《月光时》，弗里茨·莱伯的范赫德与灰鼠夹系列开山之作《双人历险》。
杂志1941年因销量不佳转为双月刊。二战爆发后纸张短缺，坎贝尔不愿将《惊骇科幻》改成双月刊，决定把《未知》停刊。《未知》销量有限，但仍有史上最佳奇幻杂志美誉，科幻史学家麦克·阿什利认为该杂志对现代奇幻文学发展影响很大。

## 背景和出版史
|                                               | 一  | 二  | 三  | 四  | 五  | 六  | 七  | 八  | 九  | 十  | 十一 | 十二 |
| --------------------------------------------- | --- | --- | --- | --- | --- | --- | --- | --- | --- | --- | ---- | ---- |
| 1939                                          |     |     | 1/1 | 1/2 | 1/3 | 1/4 | 1/5 | 1/6 | 2/1 | 2/2 | 2/3  | 2/4  |
| 1940                                          | 2/5 | 2/6 | 3/1 | 3/2 | 3/3 | 3/4 | 3/5 | 3/6 | 4/1 | 4/2 | 4/3  | 4/4  |
| 1941                                          |     | 4/5 |     | 4/6 |     | 5/1 |     | 5/2 |     | 5/3 |      | 5/4  |
| 1942                                          |     | 5/5 |     | 5/6 |     | 6/1 |     | 6/2 |     | 6/3 |      | 6/4  |
| 1943                                          |     | 6/5 |     | 6/6 |     | 7/1 |     | 7/2 |     | 7/3 |      |      |
| 左侧是年份，上方是月份，均由約翰·W·坎貝爾主编 |     |     |     |     |     |     |     |     |     |     |      |      |

芝加哥乡村出版社1923年5月推出纸浆杂志《詭麗幻譚》创刊号，专门刊登“其他杂志不登的奇幻小说和素材”。杂志早期销量一般，但20世纪30年代已站稳脚跟，定期出版科幻与奇幻文学作品。《诡丽幻谭》是史上第一本专门刊登奇幻文学的杂志，并占据该领域行业领先地位超过十年。科幻文学这段时间开始朝独立市场发展，1926年雨果·根斯巴克推出首本纯科幻杂志《惊奇故事》。1930年，纸浆杂志商克莱顿出版社发行《超级科学惊骇故事》（Astounding Stories of Super Science），1933年公司破产，杂志由斯崔特与史密斯（Street & Smith）接手，书名缩短成《惊骇故事》（Astounding Stories），此后几年在主编弗雷德里克·奥林·特雷马因（F. Orlin Tremaine）引导下发展成业界领先的科幻杂志。1937年末，約翰·W·坎貝爾接手《惊骇故事》主编。
坎贝尔1938年已计划推出《惊骇故事》奇幻文学姐妹刊。面对《奇怪故事》（Strange Stories）等杂志竞争，《诡丽幻谭》的领先地位不变。坎贝尔开始为新杂志物色素材，只是尚未决定发行时间，收到埃里克·弗兰克·罗素（Eric Frank Russell）小说《险恶屏障》（Sinister Barrier）的手稿后才决定落实计划。《未知》创刊号1939年3月问世时是月刊，但因业绩不理想从1941年2月起改成双月刊。杂志1940年12月增加副标题《奇幻》（Fantasy Fiction），1941年10月主标题改成《未知世界》，两次更名均旨在确保潜在读者对杂志文体一目了然。1943年末，战时纸张短缺已经非常严重，坎贝尔决定不把《惊骇故事》也转成双月刊来保持《未知》发行，《未知》的最后一期是1943年10月号。

## 内容和评价
坎贝尔在1939年2月号《惊骇故事》宣布推出新杂志，声称“过去您阅读的奇幻文学品质还不上台面……（《未知》）提供的奇幻小说质量截然不同，将彻底改变您对该体裁的理解”。新杂志创刊号次月面世，封面故事是罗素的《险恶屏障》，正是促使主编落实新杂志计划的小说，讲述人类沦为外星人财产的故事。科幻史学家麦克·阿什利（Mike Ashley）称该文是“科学幻想与隐秘幻想的奇异组合”。坎贝尔要求罗素修改文章增强奇幻元素，同时保持原有逻辑，这也是《未知》刊载作品的代表特点，阿什利称坎贝尔此举“把科幻原理带入奇幻”。创刊号还有霍勒斯·伦纳德·古尔德（Horace L. Gold）的奇幻幽默小品《水中麻烦》（Trouble with Water），讲述现代纽约人得罪水精灵的故事。该文以异想天开而又贴进自然的笔触融现代背景与经典奇幻比喻于一体，比《险恶屏障》更能体现《未知》的作品风格走向。坎贝尔在信中表示，创刊号只有《险恶屏障》、《水中麻烦》和曼利·韦德·威尔曼（Manly Wade Wellman）小说《天使恐惧之地》（Where Angels Fear ...）精准反映他对杂志的期望。
坎贝尔严格审阅来稿幻想元素，促使习惯严谨科幻小说的作家在《未知》发文，坎贝尔很快就选中少数写手作为新杂志熟面孔，其中又以L·罗恩·贺伯特、西奧多·史特金和里昂·斯普拉格·德·坎普（L. Sprague de Camp）最多产，这些作家大多还在《惊骇故事》发表作品。贺伯特共在《未知》发表八篇封面小说，包括《天上打字机》（Typewriter in the Sky）、《睡眠之奴》（Slaves of Sleep）和《恐惧》（Fear），阿什利称他是“经典心理惊悚作家”。科幻史学家兼评论家托马斯·克莱尔森（Thomas Clareson）认为八部小说都堪称杰出。德·坎普与弗莱彻·普拉特（Fletcher Pratt）一起为杂志提供三部哈罗德·谢伊（Harold Shea）系列小说，讲述现代美国人置身各种神话世界，其中的魔法遵循数学逻辑。科幻评论家约翰·克卢特（John Clute）认为其中的《魔法数学》（The Mathematics of Magic）完美反映《未知》是如何呈现魔法套路。

1942年2月杂志封面，体现1940年7月起更加庄重的封面布局

其他《惊骇故事》作家在《未知》发表的作品包括：羅伯特·海萊因的《恶魔立法》（The Devil Makes the Law），描绘日常生活随处可见魔法的世界；海莱因还刊有《乔纳森·霍格的讨厌职业》（The Unpleasant Profession of Jonathan Hoag）和《他们》（They）两部小说，阿什利称两篇文章“可能是唯我论者的终极幻想”。经常在《惊骇故事》发文的范·沃格特以《普塔书》（The Book of Ptath）登上最后一期《未知》，该文后来扩充成长篇小说。艾萨克·阿西莫夫多次为杂志创作，但作品一直没有入选。他第六次投出的稿件是短篇小说《欢喜冤家》（Author! Author!），坎贝尔已经接受，但尚未发表《未知》便停刊。该文后来收入杂志选集《未知五篇》（The Unknown Five）。
除作家外，《未知》与《惊骇故事》还有很多共同读者，阿西莫夫自称二战期间只看这两本杂志。科幻史学家保罗·卡特（Paul Carter）认为，从《诡丽幻谭》到《未知》再到《惊骇故事》，奇幻小说文体变化远不像许多人所想的那般明显，《惊奇故事》等早期科幻杂志刊登的小说与其称为科幻童话，倒是更像爱伦·坡的作品。
1939年8月《未知》刊登弗里茨·莱伯发表的第一篇文章《双人历险》（Two Sought Adventure），该文还是范赫德与灰鼠夹（Fafhrd and the Gray Mouser）劍與魔法长寿系列小说开山之作，讲述体型差异极大两人的探险经历，此后莱伯还在《未知》发表四篇该系列作品。1943年4月号的封面小说《召唤妻子》（Conjure Wife）也是莱伯创作，据评论家大卫·兰福德（David Langford）所言，该文讲述大学教授发现所有女子背地里都是巫婆，面对局势只能放弃怀疑态度，通过象征和逻辑寻找魔法的基本方程。另据阿什利记载，莱伯发表在1941年10月杂志的作品《烟鬼》（Smoke Ghost）“可能是首部现代严肃鬼故事”。此外，詹姆斯·施密茨（James H. Schmitz）第一部小说也在《未知》发表，即1943年8月号的《绿脸》（Greenface）。
《未知》刊登的其他名作包括：1940年12月杰克·威廉森作品《比你想像的更黑暗》（Darker Than You Think），以科学角度解释狼人如何存在，又是如何混入人类社会生活并免遭发现。该文1948年扩充成长篇，是威廉森最富盛名的奇幻小说，科幻史学家马尔科姆·爱德华兹（Malcolm Edwards）表示，书名两名主角的情色关系“直率得令人备感折磨，至今难以释怀，与20世纪40年代文学流派相比显得与众不同”。除哈罗德·谢伊系列外，德·坎普还在《未知》发表众多广受好评的小说，像1940年10月《如果之轮》（The Wheels of If）和1939年12月的《唯恐黑暗降临》。其中《唯恐黑暗降临》是架空历史科幻小说，讲述主角利用时间旅行意图挽救罗马帝国，避开黑暗时代。爱德华兹与克卢特认为该文是“科幻杂志史上最有成就的古代时间旅游小说，堪称经典”。1940年12月威尔曼的《月光时》（When It Was Moonlight）同样普受好评，类似爱伦·坡的作品。
前16期《未知》封面配有画作，但1940年7月开始改成目录，并以小图伴随推荐小说简介，旨在令杂志更显庄重。封面画作大多是由很少在科幻或奇幻杂志发表作品的画家创作，哈罗德·温菲尔德·斯科特（Harold Winfield Scott）创作六期封面，埃德·卡地亚（Edd Cartier）四期，剩下的是曼努埃尔·伊斯利普（Manuel Islip）、摩德斯特·斯坦（Modest Stein）和格雷夫斯·格拉德尼（Graves Gladney）提供。只有卡地亚的画作经常登上科幻或奇幻出版物，最后六期带封面插图的《未知》杂志有四期是他绘制。

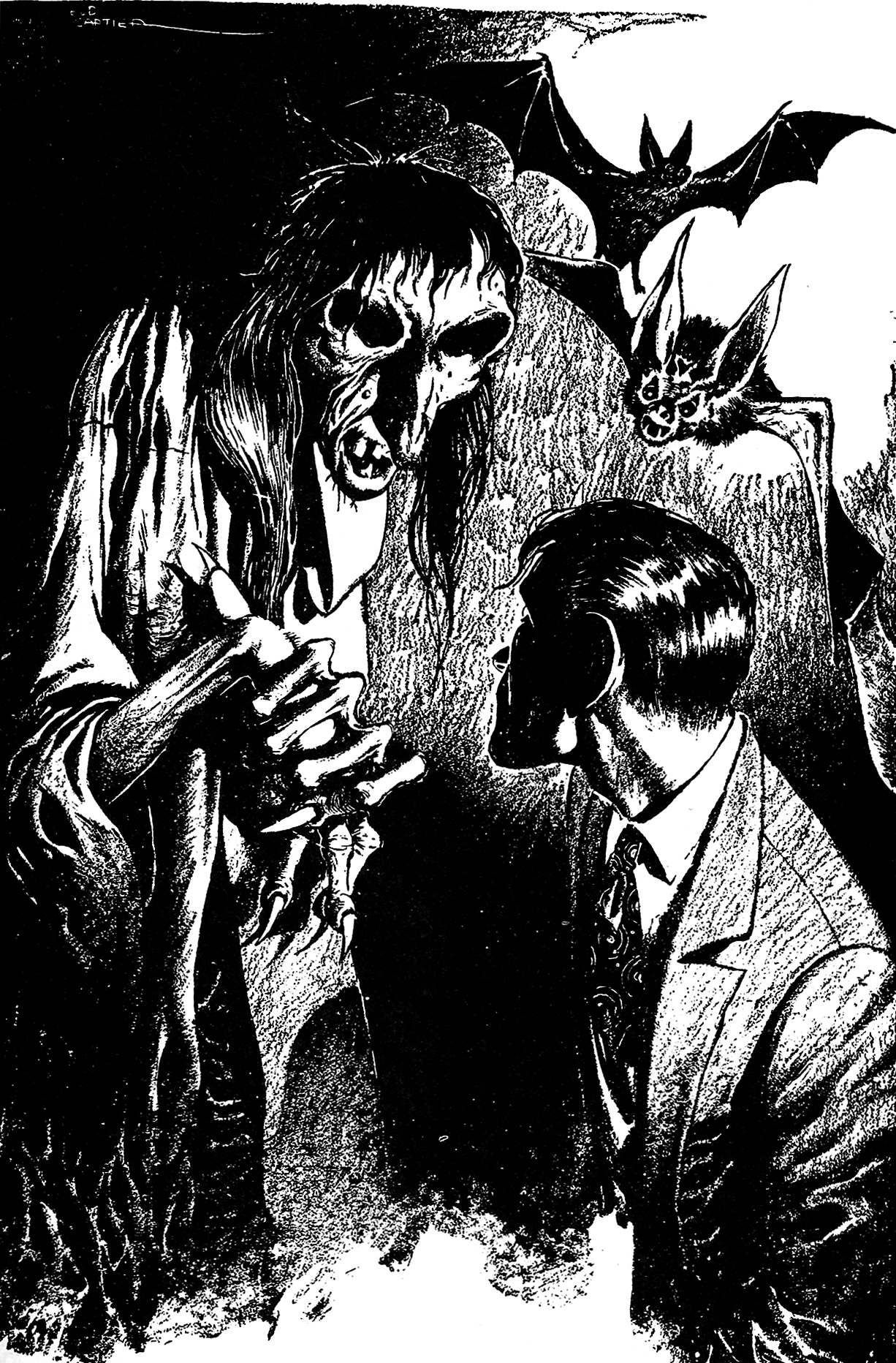
埃德·卡地亚为贺伯特小说《恐惧》创作的插图（1940年7月号）

## 影响
《未知》与《诡丽幻谭》对早期奇幻文学影响很大。坎贝尔1948年在选集《来自求知世界》 （From Unknown Worlds）的前言表示，《未知》面世前的奇幻文学充斥“阴郁与恐怖”，经过他在《未知》的推动，“神话和民间传说中的物种”可以像在恐怖故事一样轻松自如地现身趣味童话。他还称，恐怖小说已有一席之地，但要传达恐惧感，“锋利有毒的针头与所谓哥特式恐怖故事里那些不怎么尖锐、仿佛钝刀子割肉般的（文学）技巧一样有效”。他坚持要求作家像写科幻小说一样创作奇幻文学，注重理智和逻辑。克莱尔森指出，《奧特蘭托堡》与《修道士》（The Monk）曾主导19世纪到《诡丽幻谭》时期的奇幻文学叙事风格和情节格局，但坎贝尔主导下横空出世的《未知》彻夜打破上述传统。《未知》很快就与仍以制造恐惧或惊吓为主的《诡丽幻谭》拉开距离。索恩·史密斯是与《未知》风格最接近的前辈，他的禁酒时代《礼帽》（Topper）系列小说同样融幻想和幽默于一体。《未知》诞生前的奇幻文学基本难登大雅，仅詹姆斯·布兰克·卡贝尔（James Branch Cabell）之流偶得认可。阿什利认为《未知》堪称现代奇幻体裁的摇篮，但直到20世纪70年代才赢得市场广泛认可。
克莱尔森认为，《未知》停刊后《惊骇科幻》刊登的科幻作品发生变化。在他看来，如果不是坎贝尔模糊科幻与奇幻文学的差异，克利福德·西马克（Clifford Simak）的《城市》（City）系列小说根本不会面世。克莱尔森还称，业界最重要、最热销的两大科幻与奇幻杂志《银河系科幻小说》和《奇幻与科幻杂志》（The Magazine of Fantasy & Science Fiction）都是《未知》的直系后代。
学者普遍认为《未知》是史上最佳奇幻杂志，例如阿什利就称“《未知》刊登的奇幻小说无疑超越其他杂志”。《未知》因销量不佳停刊，是业界最感惋惜的科幻或奇幻杂志，雷斯特·德尔·雷伊（Lester del Rey）称读者对《未知》的热爱“其他杂志难望项背”。爱德华兹指出，《未知》是“坎贝尔主编事业巅峰时期的作品，如此之高的声誉一定程度上是因为它在最佳状态突然离世”。

## 书目详细信息
|                                                                                          | 冬     | 春   | 春  | 春  | 夏     | 夏  | 夏  | 秋     | 秋  | 秋    | 冬   | 冬  |
| 一                                                                                       | 二     | 三   | 四  | 五  | 六     | 七  | 八  | 九     | 十  | 十一  | 十二 |     |
| ---------------------------------------------------------------------------------------- | ------ | ---- | --- | --- | ------ | --- | --- | ------ | --- | ----- | ---- | --- |
| 1939                                                                                     |        |      |     |     |        |     |     |        | 2/1 | 2/2   | 2/3  | 2/4 |
| 1940                                                                                     | 2/5    | 2/6  | 3/1 | 3/2 | 3/3    | 3/4 | 3/5 | 3/6    | 4/1 | 4/2   | 4/3  | 4/4 |
| 1941                                                                                     |        | 4/5  |     |     |        |     | 4/6 |        |     |       |      |     |
| 1942                                                                                     |        |      | 5/5 |     |        | 6/1 |     |        |     | 6/3   |      |     |
| 1943                                                                                     | 6/4    |      |     |     | 6/5    |     |     |        |     | （无) |      |     |
| 1944                                                                                     | （无） |      |     |     | （无） |     |     | （无） |     |       |      |     |
| 1945                                                                                     |        | 3/4  |     |     |        |     |     | 3/5    |     |       | 3/6  |     |
| 1946                                                                                     |        |      |     |     | 3/7    |     |     |        |     |       | 3/8  |     |
| 1947                                                                                     |        | 3/9  |     |     | 3/10   |     |     |        |     |       | 3/11 |     |
| 1948                                                                                     |        | 3/12 |     |     | 4/1    |     |     |        |     |       | 4/2  |     |
| 1949                                                                                     |        | 4/3  |     |     | 4/4    |     |     |        |     |       | 4/5  |     |
| 左侧是年份，上方是月份，下划线代表该期标以季度而非月份（如“1945年春”），均由坎贝尔主编。 |        |      |     |     |        |     |     |        |     |       |      |     |

《未知》全部是坎贝尔主编，斯崔特与史密斯出版，先是纸浆杂志规格，1941年10月至1943年4月改成加大纸浆杂志尺寸，最后三期恢复纸浆杂志规格。斯崔特与史密斯曾打算从1943年12月号改成文摘规格但没有落实。杂志先定价20美分，从尺寸加大时起升至25美分直到停刊。纸浆杂志规格时164页，加大版130页。《未知》先是月刊，1940年12月起改成双月刊。杂志卷号保持规则，前六卷各六期，最后一卷三期。杂志名先是《未知》，1940年12月新增副标题《奇幻》，1941年10月标题改成《未知世界》。
前六期杂志直接在英国销售，此后改成阿特拉斯出版社（Atlas Publications）1939年9月起发行的英国重印删减版，采用纸浆杂志规格，定价一直是九便士。英国版保持月刊周期至1940年12月，此后每年不定期发行两到三期直到1949年。卷号起初也与美国版一致，但1942至1943年有些没有期号，此后又有四期卷号和期号都没有。1945年春的第28期开始按每卷12期规格编号，从杂志面世开始计算。书名从1942年3月起改成《未知世界》。

### 关联出版物
1948年，斯崔特与史密斯推出加大纸浆杂志规格刊物《来自未知世界》（From Unknown Worlds），内容全部转载《未知》的小说，旨在判断是否迎来《未知》复刊的市场时机。出版社没有听从坎贝尔的建议，共印刷30万本之多，销量比原版杂志强但仍有太多库存，斯崔特与史密斯决定不复刊。1952年《来自未来世界》在英国再版，规格缩至18×24厘米，页码也从130减至124，定价两先令六便士，有些采用精装书规格的价格更高。英国版与美国版《来自未知世界》相比没有巴贝特·罗斯蒙德（Babette Rosmond）的小说《单人竖琴》（One Man's Harp）。
三本《未知》小说选集在20世纪60年代初面世。《未知五篇》转载四篇《未知》杂志小说，还有阿西莫夫在杂志停刊前不久卖给坎贝尔的首发作品《欢喜冤家》。20世纪80年代还有两本《未知》选集面世。
| 年   | 主编                         | 名称                       | 出版社                      | 页数和定价      |
| ---- | ---------------------------- | -------------------------- | --------------------------- | --------------- |
| 1948 | 約翰·W·坎貝爾                | 《来自未知世界》           | 纽约：斯崔特与史密斯        | 130页，25美分   |
| 1963 | 唐纳德·本森                  | 《未知》                   | 纽约：金字塔出版社          | 192页，50美分   |
| 1963 | 乔治·海伊                    | 《地狱之怒》               | 伦敦：内维尔·斯皮尔曼出版社 | 240页，15先令   |
| 1964 | 本森                         | 《未知五篇》               | 纽约：金字塔出版社          | 190页，50美分   |
| 1988 | 斯坦利·施密特                | 《未知》                   | 纽约：贝恩图书              | 304页，3.5美元  |
| 1989 | 斯坦利·施密特、马丁·格林伯格 | 《未知世界：另一面的故事》 | 纽约：加拉哈德图书          | 517页，9.98美元 |

## 脚注
1. 1 2 3 4 5 6  "Unknown Worlds", in Tuck, Encyclopedia of Science Fiction and Fantasy, Vol. 3, pp. 582–583.
2. ↑  Robert Weinberg, "Weird Tales", in Tymn & Ashley, Science Fiction, Fantasy and Weird Fiction Magazines, pp. 727–736.
3. ↑  Ashley, Time Machines, p. 41.
4. 1 2 3 4 5 6 7  Ashley, Time Machines, pp. 140–141.
5. ↑  Ashley, Time Machines, p. 69.
6. ↑  Ashley, Time Machines, p. 82.
7. ↑  Ashley, Time Machines, pp. 84–85.
8. 1 2  Albert I. Berger & Mike Ashley, "Analog Science Fiction/Science Fact", in Tymn & Ashley, Science Fiction, Fantasy and Weird Fiction Magazines, pp. 60–103.
9. 1 2 3 4 5 6 7 8 9 10 11 12 13 14 15  Thomas D. Clareson, "Unknown", in Tymn & Ashley, Science Fiction, Fantasy and Weird Fiction Magazines, pp. 694–699.
10. 1 2  Asimov, In Memory Yet Green, p. 390.
11. 1 2  Kyle, Pictorial History of Science Fiction, p. 109.
12. 1 2 3 4 5 6 7 8 9 10 11  Malcolm Edwards, "Unknown", in Clute & Nicholls, Encyclopedia of Science Fiction, pp. 1258–1259.
13. 1 2  Chapdelaine, John W. Campbell Letters, p. 44.
14. 1 2 3 4 5 6 7  Mike Ashley, Unknown, in Clute & Grant, Encyclopedia of Fantasy, p. 974.
15. 1 2  John Clute, "Lyon Sprague de Camp", in Clute & Grant, Encyclopedia of Fantasy, pp. 257–258.
16. ↑  Mike Ashley, "Robert A. Heinlein", in Clute & Grant, Encyclopedia of Fantasy, p. 406.
17. 1 2 3  ISFDB.
18. 1 2  Asimov, In Memory Yet Green, pp. 380, 390.
19. 1 2  "Donald R. Bensen", in Tuck, Encyclopedia of Science Fiction and Fantasy, Vol. 1, p. 39.
20. 1 2  Carter, Creation of Tomorrow, pp. 25–26.
21. 1 2  Asimov, In Memory Yet Green, p. 379.
22. ↑  David Langford, "Fritz Leiber", in Clute & Grant, Encyclopedia of Fantasy, pp. 573–574.
23. ↑  del Rey, World of Science Fiction, p. 113.
24. ↑  John Clute, "Jack Williamson", in Clute & Grant, Encyclopedia of Fantasy, p. 1018.
25. ↑  Malcolm Edwards & John Clute, "L. Sprague de Camp", in Clute & Nicholls, Encyclopedia of Science Fiction, pp. 308–310.
26. ↑  Ashley, Time Machines, pp. 266–282.
27. ↑  Brian Stableford & Peter Nicholls, "Fantasy", in Clute & Nicholls, Encyclopedia of Science Fiction, p. 410.
28. ↑  Ashley, History of the Science Fiction Magazine Vol. 2, p. 40.
29. ↑  del Rey, World of Science Fiction, p. 96.
30. 1 2  del Rey, World of Science Fiction, p. 299.
31. ↑  Currey, Science Fiction and Fantasy Authors, pp. 99–100.
32. ↑  "George Hay", in Tuck, Encyclopedia of Science Fiction and Fantasy, Vol. 1, p. 211.
33. ↑  Unknown-ISFDB.
34. ↑  Tales from Beyond.
35. ↑  Hell Hath Fury.